# Keversbroek
Keversbroek is een natuurgebied ten noorden van Kelpen-Oler. Het is eigendom van de Vereniging Natuurmonumenten. Het gebied meet 25 ha.
Het Keversbroek bevindt zich ten zuiden van de Tungelroyse Beek. Het bestaat uit elzenbroekbos, populierenaanplant en percelen vochtig grasland.
In het gebied broedt de wielewaal. Tot de vlinders behoren koevinkje, landkaartje en oranjetipje.
Het gebied is toegankelijk op wegen en paden.